# Setaria nigrirostris
Setaria nigrirostris là một loài thực vật có hoa trong họ Hòa thảo. Loài này được (Nees) T.Durand & Schinz miêu tả khoa học đầu tiên năm 1894.

## Hình ảnh

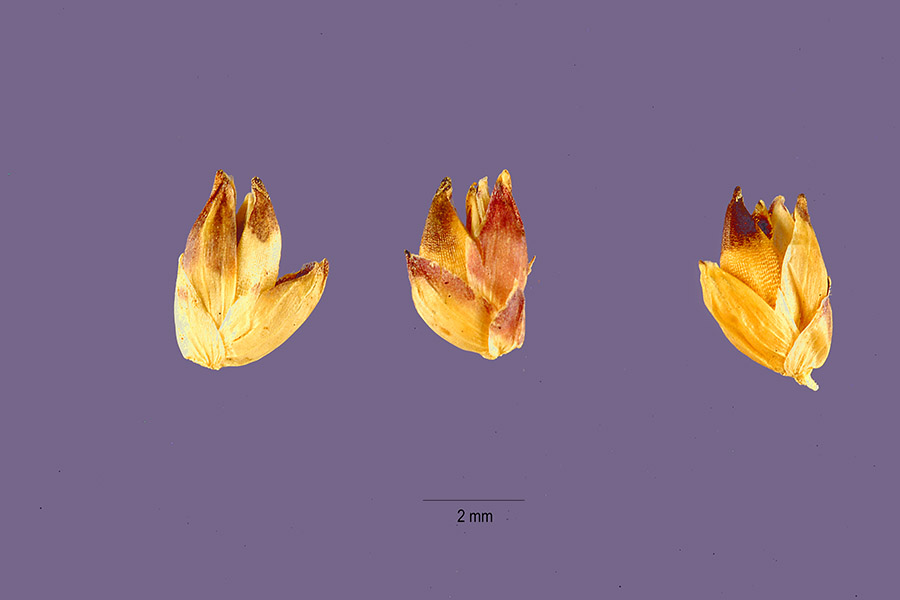